# Herb Ellis
Mitchell Herbert (Herb) Ellis (4 de agosto de 1921, Farmersville, Texas - 28 de marzo de 2010, Los Ángeles, California) fue un guitarrista estadounidense de jazz.
Ellis saltó a la fama tras tocar con el Oscar Peterson Trio entre 1953 y 1958. 

## Biografía
Nacido en Farmersville, Texas y criado en los suburbios de Dallas, Ellis escuchó por primera vez la guitarra eléctrica interpretada por George Barnes en un programa de radio. Se dice que esta experiencia lo inspiró a tomar la guitarra. Se convirtió en experto en el instrumento cuando ingresó en la Universidad Estatal del Norte de Texas. Ellis se especializó en música, pero debido a que aún no había un programa de guitarra en ese momento, estudió el bajo de cuerda. Desafortunadamente, debido a la falta de fondos, sus días universitarios fueron de corta duración. En 1941, Ellis abandonó la universidad y realizó una gira de seis meses con una banda de la Universidad de Kansas.
En 1943, se unió a Glen Gray y la Orquesta Casa Loma y fue con la banda de Gray que obtuvo su primer reconocimiento en las revistas de jazz. Después de la banda de Gray, Ellis se unió a la banda de Jimmy Dorsey donde tocó algunos de sus primeros solos grabados. Ellis se quedó con Dorsey hasta 1947, viajando y grabando extensamente, y tocando en salones de baile y teatros. 
Luego vino un episodio que cambiaría la carrera de Ellis para siempre. Según dijo el pianista Lou Carter al periodista Robert Dupuis en una entrevista en 1996, "La banda de Dorsey tenía un paréntesis de seis semanas en el programa de actuaciones. Los tres habíamos tocado juntos con la big band. John Frigo, que ya había dejado la banda conocía al dueño del Hotel Peter Stuyvesant en Buffalo. Fuimos allí y nos quedamos seis meses. Y así nació el grupo Soft Winds ". Junto con Frigo y Lou Carter, Ellis escribió el estándar clásico de jazz "Detour Ahead".
El grupo Soft Winds fue creado a imagen del Nat King Cole Trio. Permanecieron juntos hasta 1952. Ellis luego se unió al Oscar Peterson Trio (reemplazando a Barney Kessel) en 1953, formando a lo que Scott Yanow más tarde se referiría como "uno de los tríos de piano, guitarra y bajo más memorables en la historia del jazz".
Ellis se hizo prominente después de actuar con el Oscar Peterson Trio de 1953 a 1958 junto con el pianista Peterson y el bajista Ray Brown. Era un miembro del trío un tanto controvertido, porque era la única persona blanca del grupo en un momento en que el racismo todavía estaba muy extendido.
Además de su gran trabajo en vivo y grabado con el Oscar Peterson Trio, esta unidad generalmente con la adición de un baterista, sirvió como la virtual "sección de ritmo de la casa" para Verve Records de Norman Granz, apoyando los gustos de los tenores Ben Webster y Stan Getz, así como los trompetistas Dizzy Gillespie, Roy Eldridge y Sweets Edison y otras leyendas del jazz. Con el baterista Buddy Rich, también fueron la banda de acompañamiento de los populares álbumes de "regreso" del dúo de Ella Fitzgerald y Louis Armstrong.
El trío fue uno de los pilares de los conciertos de Jazz At The Philarmonic de Granz mientras recorrían el mundo del jazz, viajando casi constantemente por Estados Unidos y Europa. Ellis dejó el Peterson Trio en noviembre de 1958, para ser reemplazado no por un guitarrista, sino por el baterista Ed Thigpen. Los años de 1957 a 1960 encontraron a Ellis de gira con Ella Fitzgerald.
A Ellis no le importaba trabajar a la sombra de los grandes. Hay que destacar sus rítmicos y brillantes solos en el trío de Peterson y en los discos y actuaciones con otros guitarras que siempre le sirvieron para dar lo mejor de sí mismo.  
Los últimos años sesenta y primeros setenta, con el cambio de los gustos del jazz lo llevaron a trabajar como músico de sesión en Los Ángeles y para los estudios televisivos. Después formó un supertrío de guitarristas The Great Guitars con Barney Kessel y Joe Pass, al que también se unieron en ocasiones Charlie Byrd y Tal Farlow.
Siguió grabando discos con regularidad bajo su propio nombre hasta los años noventa. Estuvo también trabajando en el espectáculo de Steve Allen, en el que se interpretaba a grandes compositores de jazz, tanto por parte del Kessel como de la orquesta del espectáculo, la Donn Trenner Orchestra, en la que trabajaban músicos como Ellis y el trombonista Frank Rosolino.
Ellis le dio lecciones de guitarra al dibujante y creador de The Far Side, Gary Larson, a cambio de la ilustración de portada del álbum Doggin 'Around (Concord, 1988) de Ellis y el bajista Red Mitchell.
En 1994 se unió al Arkansas Jazz Hall of Fame. El 15 de noviembre de 1997 recibió un Doctorado Honorario de la Universidad de North Texas College of Music.
Ellis murió de la enfermedad de Alzheimer en su casa de Los Ángeles la mañana del 28 de marzo de 2010, a la edad de 88 años.

## Discografía

### Como líder
- Ellis in Wonderland (Verve, 1956)
- Nothing But the Blues (Verve, 1957) con Roy Eldridge, Stan Getz, Oscar Peterson, Ray Brown, Stan Levey, Gus Johnson
- Herb Ellis Meets Jimmy Giuffre (Verve, 1959)
- Thank You Charlie Christian (1960)
- Softly... But with That Feeling (1962)
- The Midnight Roll (Epic, 1962), con Ray Bryant, Israel Crosby, Jimmy Rowser, Gus Johnson, Roy Eldridge, Frank Assunto, y Buddy Tate
- Guitar/Guitar (1963) con Charlie Byrd
- Jazz/Concord (Concord Jazz, 1972) con Joe Pass, Ray Brown, Jake Hanna
- Seven, Come Eleven (Concord Jazz, 1973)
- Two for the Road (Concord Jazz, 1974) con Joe Pass
- Herb Ellis & Ray Brown's Soft Shoe (Concord Jazz, 1974) con Harry Sweets Edison, George Duke
- Hot Tracks (Concord Jazz, 1975) con Sweets Edison, Plas Johnson, Monty Budwig, Jake Hanna
- Windflower (Concord, 1978) con Remo Palmier
- Soft & Mellow (Concord Jazz, 1978)
- Hello Herbie (PA USA, 1981) con Oscar Peterson
- When You're Smiling (Atlas, 1983)
- Sweet and Lovely (Atlas, 1983)
- Doggin' Around (Concord Jazz 1988) Duo con Red Mitchell
- Roll Call (Justice, 1991) con Melvin Rhyne
- Texas Swings (Justice, 1992)
- An Evening with Herb Ellis (Jazz Focus, 1995) con Chuck Israels
- Herb Ellis & Stuff Smith - Together ! (1998)
- Joe's Blues (Laserlight, 1998) con Joe Pass

### Como sideman
Con Mel Brown
- Chicken Fat (Impulse!, 1967)

Con Benny Carter
- Benny Carter Plays Pretty (Norgran, 1954)
- New Jazz Sounds (Norgran, 1954)

Con Harry Edison
- Gee Baby, Ain't I Good to You (Verve, 1957)

Con Roy Eldridge
- Rockin' Chair (Clef, 1953)
- Dale's Wail (Clef, 1953)
- Little Jazz (Clef, 1954)

Con Victor Feldman
- Soviet Jazz Themes (Äva, 1962)

Con Johnny Frigo
- I Love John Frigo...He Swings (1957)

Con Stan Getz
- And The Oscar Peterson Trio (Verve 1957)
- Jazz Giants 1958 - con Gerry Mulligan y Sweets Edison (Verve 1958)

Con Dizzy Gillespie
- Diz and Getz (Norgran 1953]
- Roy and Diz (Clef, 1954) – con Roy Eldridge
- For Musicians Only (Verve, 1956) – con Stan Getz y Sonny Stitt

Con Coleman Hawkins
- Coleman Hawkins and Confrères (Verve, 1958)

Con Lou Rawls
- Lou Rawls: Live! (Capitol Records, 1966)

Con Illinois Jacquet
- Swing's the Thing (Clef, 1956)

Con Bud Shank
- Bud Shank Plays Music from Today's Movies (World Pacific, 1967)
- Magical Mystery (World Pacific, 1967)

Con Gábor Szabó
- Wind, Sky and Diamonds (Impulse!, 1967)

Con Oscar Peterson
- At Zardi's (Verve 1955)
- Plays Count Basie (Verve 1956)
- Recital (Verve 1956)
- At the Stratford Shakespearean Festival (Verve 1956)
- At Newport (Verve 1957)
- At The Concertgebouw (Verve 1957)
- On The Town (Verve 1958)
- Tenderly (1958)
- Vancouver 1958 (1958)
- Hello Herbie (BASF 1969)
- Live At The Blue Note (Telarc 1990)

Con Sonny Stitt
- Only The Blues (Verve 1958)

Con Ben Webster
- Soulville (Verve 1957)

Con Lester Young
- Pres and Sweets (Norgran, 1955) con Harry Edison
- Laughin' to Keep from Cryin' (1958)